# Мотерн
Мотерн (фр. Mothern) — коммуна на северо-востоке Франции в регионе Гранд-Эст (бывший Эльзас — Шампань — Арденны — Лотарингия), департамент Нижний Рейн, округ Агно-Висамбур, кантон Висамбур. До марта 2015 года коммуна административно входила в состав упразднённого кантона Сельц (округ Висамбур).
Площадь коммуны — 10,3 км², население — 2015 человек (2006) с тенденцией к стабилизации: 2012 человек (2013), плотность населения — 195,3 чел/км².

## Население
Население коммуны в 2011 году составляло 2027 человек, в 2012 году — 2020 человек, а в 2013-м — 2012 человек.
| 1962 | 1968 | 1975 | 1982 | 1990 | 1999 | 2006 | 2008 | 2011 | 2012 | 2013 |
| ---- | ---- | ---- | ---- | ---- | ---- | ---- | ---- | ---- | ---- | ---- |
| 1505 | 1521 | 1621 | 1610 | 1721 | 1933 | 2015 | 2039 | 2027 | 2020 | 2012 |

Динамика населения:

## Экономика
В 2010 году из 1416 человек трудоспособного возраста (от 15 до 64 лет) 1110 были экономически активными, 306 — неактивными (показатель активности 78,4 %, в 1999 году — 72,1 %). Из 1110 активных трудоспособных жителей работали 1063 человека (612 мужчин и 451 женщина), 47 числились безработными (16 мужчин и 31 женщина). Среди 306 трудоспособных неактивных граждан 88 были учениками либо студентами, 84 — пенсионерами, а ещё 134 — были неактивны в силу других причин.

## Достопримечательности (фотогалерея)

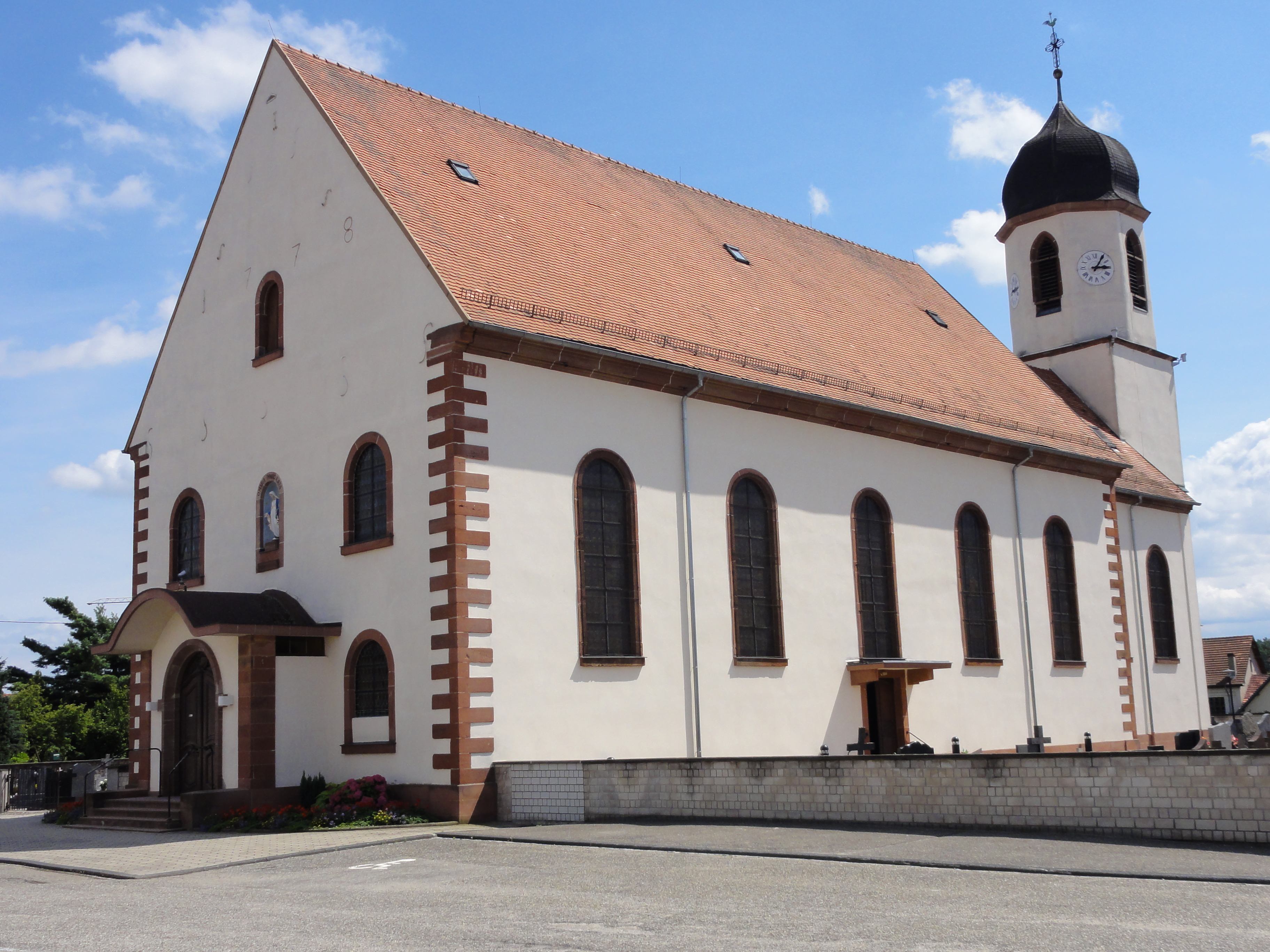
Церковь Нотр-Дам
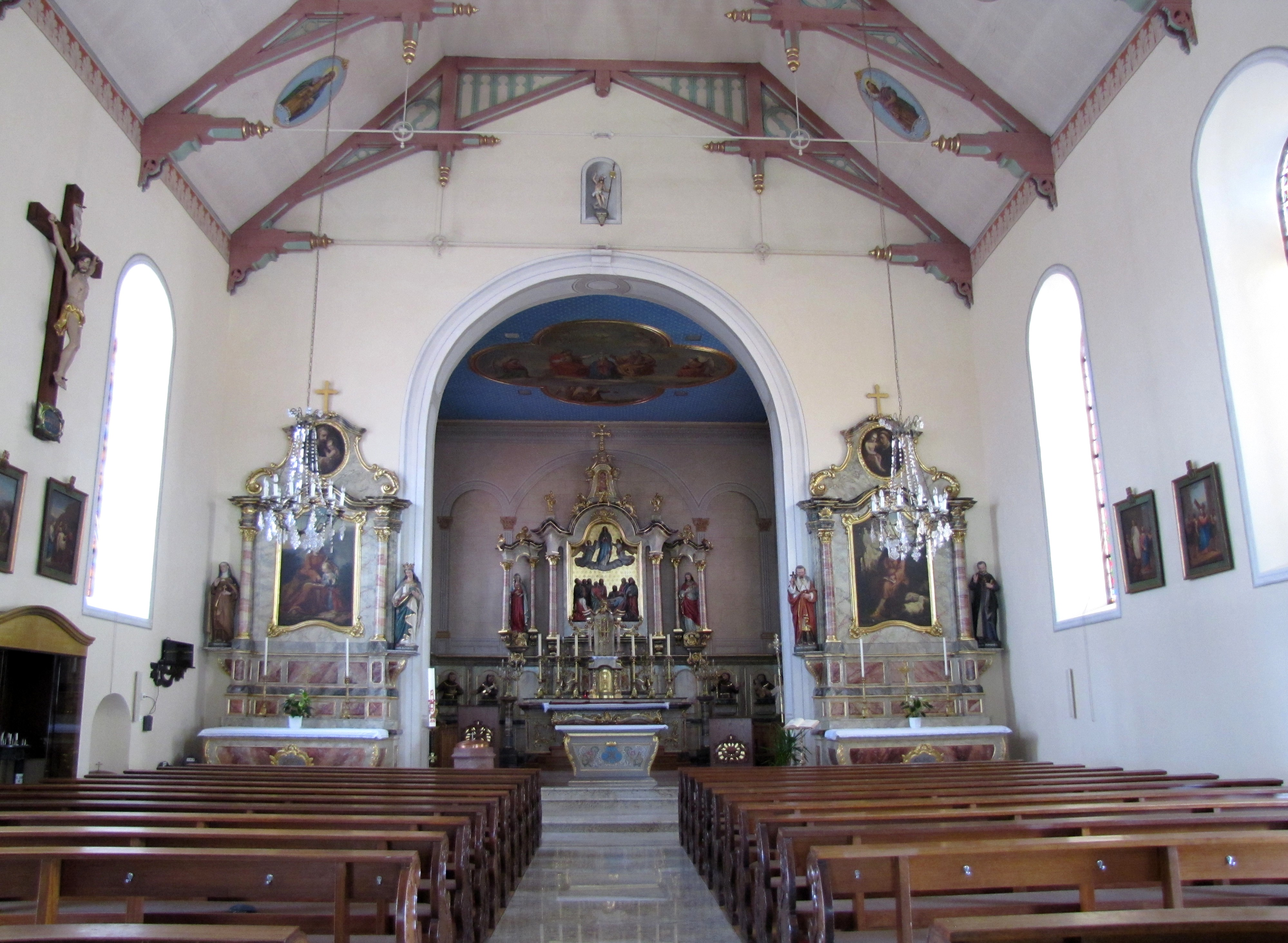
Интерьер, вид на алтарь
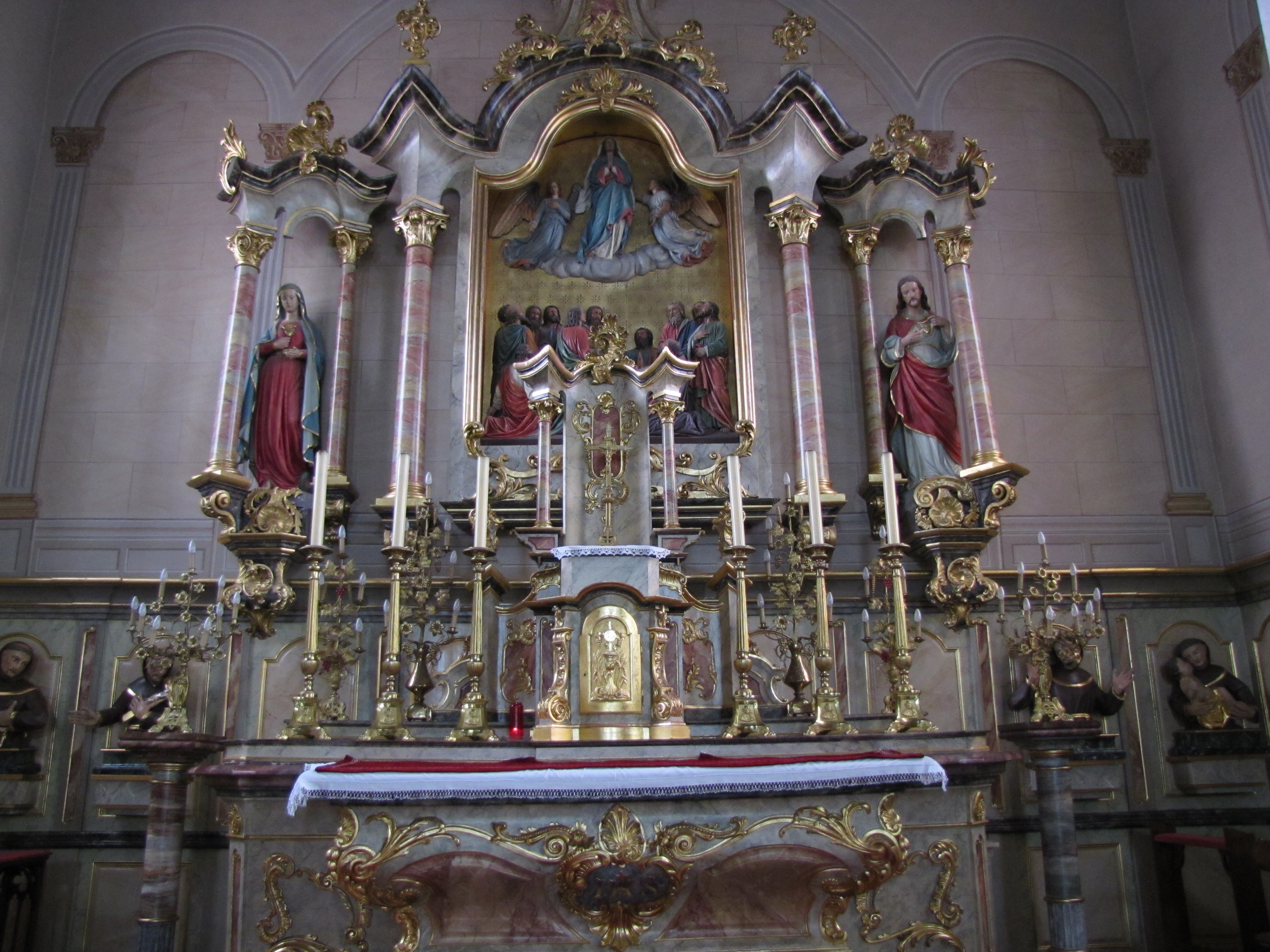
Главный алтарь
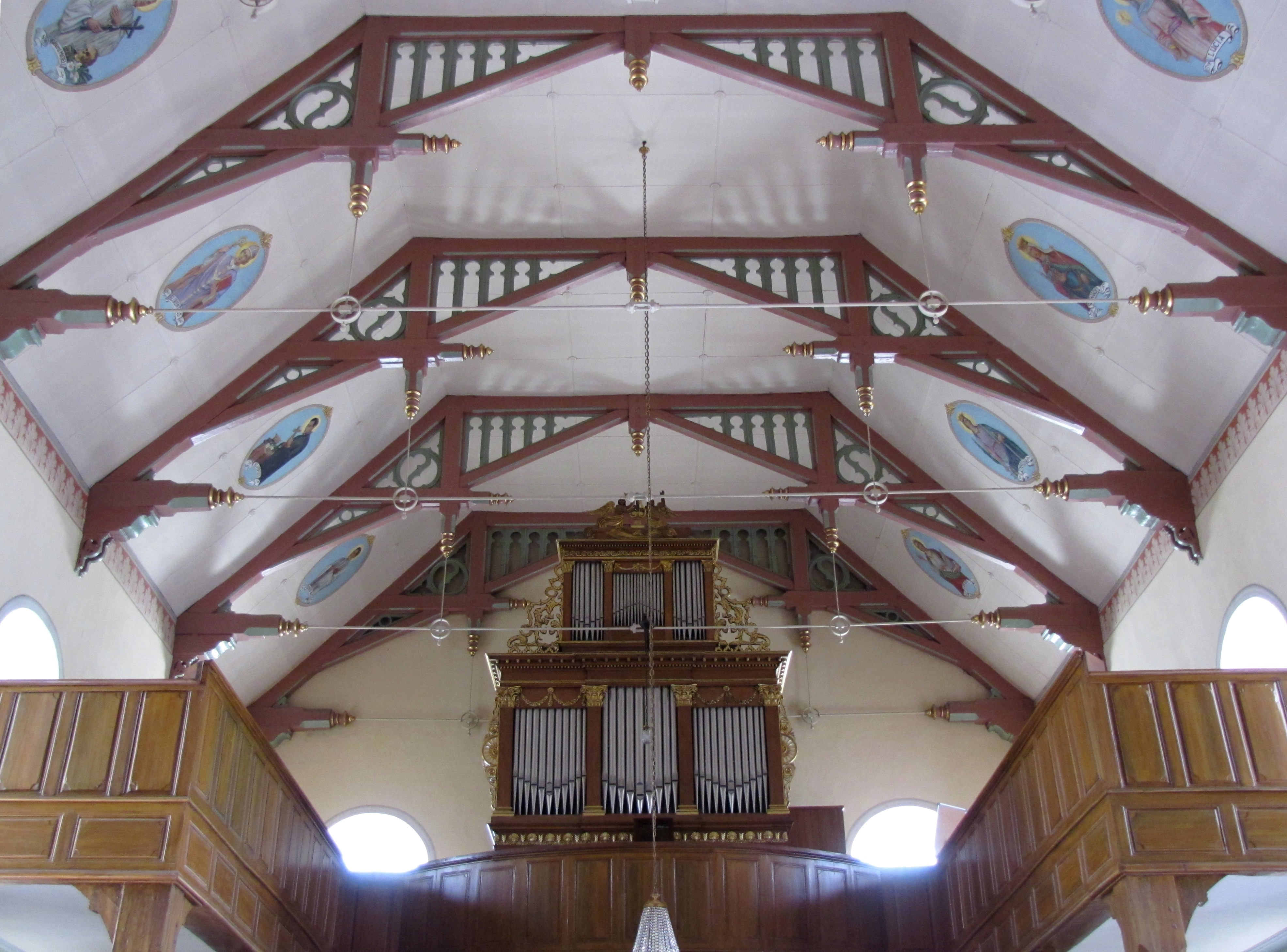
Интерьер, вид на орган